# 佐伯本村
佐伯本村（さえきほん / さいきほん むら）は、岡山県赤磐郡にあった村。現在の和気郡和気町の一部にあたる。

## 地理
佐伯平野の東半部、大王山と妙見山の間に位置していた。

## 歴史
- 1889年（明治22年）6月1日、町村制の施行により、磐梨郡父井原村、佐伯村、米沢村、津瀬村が合併して村制施行し、佐伯本村が発足[1][2]。旧村名を継承した父井原、佐伯、米沢、津瀬の4大字を編成[1]。
- 1896年（明治29年）佐伯本村農会設立[1]。
- 1900年（明治33年）4月1日、郡の統合により赤磐郡に所属[1][2]。
- 1938年（昭和13年）佐伯本村信用販売購買利用組合設立[1]。
- 1942年（昭和17年）4月1日、赤磐郡佐伯上村と合併し佐伯村を新設して廃止された[1][2]。合併後、佐伯村大字父井原・佐伯・米沢・津瀬となる[1]。

### 地名の由来
佐伯荘の本命を示す意図によるものか。

## 産業
- 農業、商業[1]

## 教育
- 1887年（明治20年）佐伯本・佐伯上・佐伯北3村組合立高等佐伯小学校開校[1]。1889年（明治22年）尋常佐伯小学校は佐伯本・佐伯上・佐伯北3村組合立となる[1]。1893年（明治26年）佐伯尋常小学校に改称し、佐伯北村は組合から離脱[1]。1907年（明治40年）高等佐伯小学校は組合立を解消し佐伯尋常小学校に高等科を付設[1]。1941年（昭和16年）佐伯国民学校に改称[1]。
- 1907年（明治40年）佐伯女子実業補習学校設立[1]。1919年（大正8年）佐伯男子補習学校が設立し、1926年（大正15年）佐伯青年訓練所に改称[1]。1935年（昭和10年）女子実業補習学校と青年訓練所が合併し佐伯青年学校となる[1]。